# 阪神国道線
国道線（こくどうせん）は、かつて大阪府大阪市福島区の野田駅から、兵庫県神戸市葺合区（現：中央区）の東神戸駅までを結んでいた阪神電気鉄道運営の路面電車。
同じく阪神電気鉄道が運営した上甲子園 - 浜甲子園 - 中津浜間の甲子園線（こうしえんせん）と歴史的に連動し、広義では同線も（しばしば北大阪線も）含めて国道線と称したので、甲子園線についてもここで述べる。

## 概要

### 国道線
阪神間を結ぶ日本初の都市間高速鉄道（インターアーバン）として阪神本線を1905年に開業した阪神電鉄は、大正末期の阪神国道（現・国道2号）建設計画に伴い、同道路上を他社の軌道が走ることへの予防措置として、自らの手で国道上に軌道を運営することにした。1925年に子会社の阪神国道電軌を設立、突貫工事で1927年に野田 - 東神戸間26.0kmを開業。1928年には阪神本社が阪神国道電軌を吸収合併し、直営の国道線とした。
戦時中には沿線の工場への通勤客を中心に利用客が増加した。戦争末期には沿線周辺が爆撃によって被災したが、車両の損失は免れた。
1950年代には、沿線の人口増加や阪神工場地帯の発展により最盛期を迎えたが、1960年代前半には早くもモータリゼーションの影響を蒙り、表定速度低下とそれに伴う乗客減に悩まされると共に、沿線の尼崎市や西宮市などからは国道線撤去の要請が出される様になった。
1969年には西灘から東神戸までの区間が廃止され、1970年代になると、利用客の少ない上甲子園より西側区間の運転本数を1時間に1本程度にまで減便する合理化を実施したが、結局同区間は1974年に廃止された。この時点で、残る区間についても日中は48分おきの運行に減便されたが、1975年5月、甲子園線及び同じく軌道線だった北大阪線と共に姿を消した。

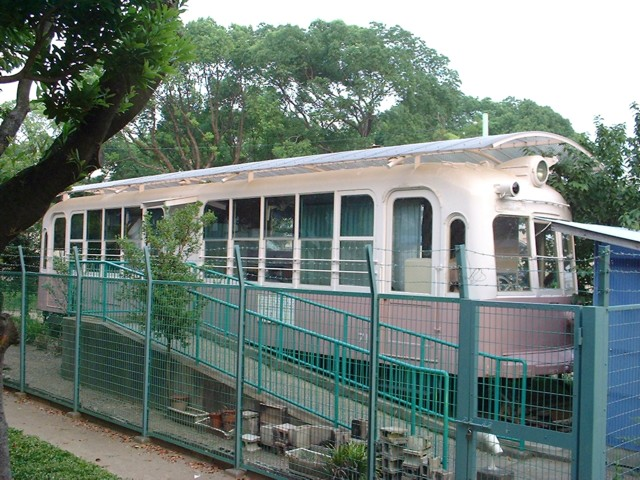
尼崎市内に保存されている71形71号
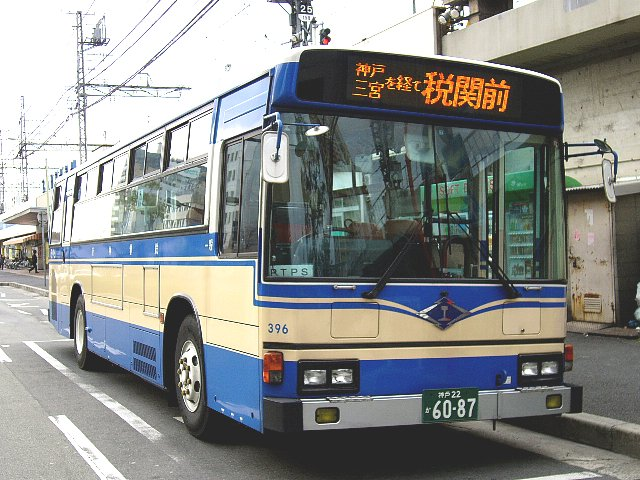
ほぼ同経路を運行する阪神バス（阪神尼崎、写真は阪神電鉄バス時代で尼崎と神戸間を直通していた）

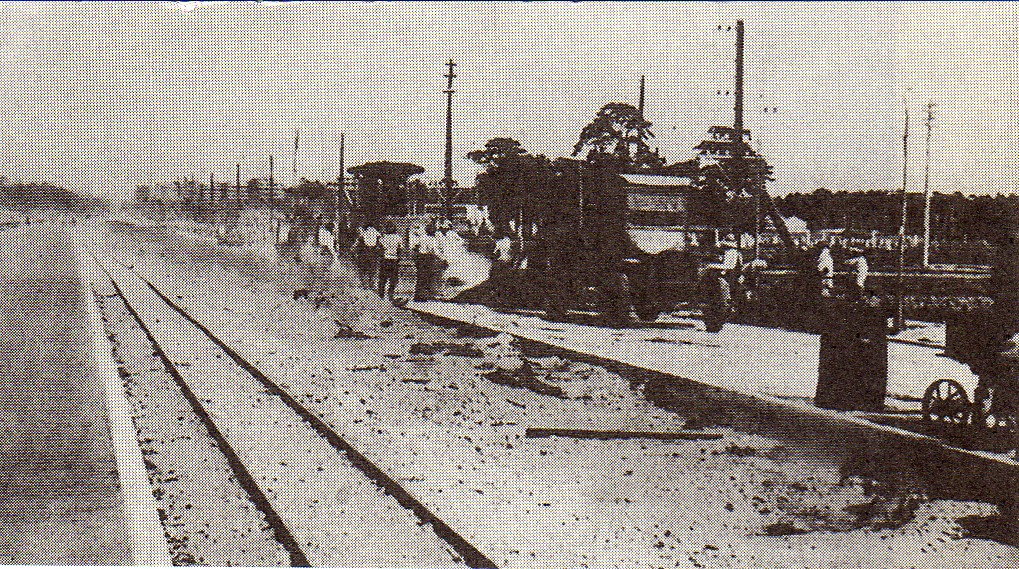
建設中の国道線、上甲子園付近、1926年
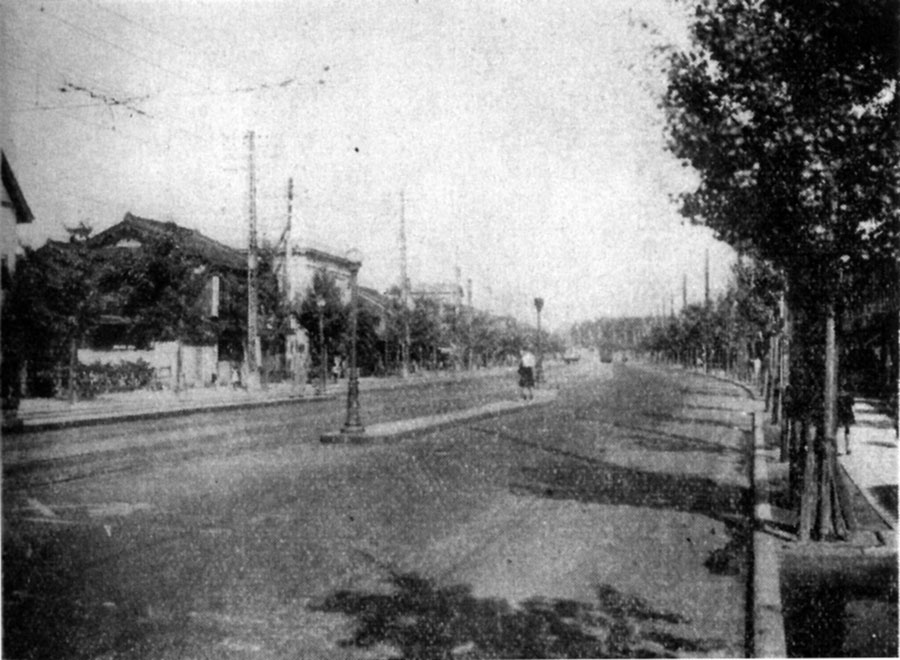
住吉停留所

### 甲子園線
国道線開通のちょうど1年前（1926年）、阪神が開発した郊外住宅地である甲子園への足として、まず甲子園 - 浜甲子園が開業。開業当初の浜甲子園駅は、のちの中津浜方面への延伸に備えて、甲子園線廃止時にあった場所よりやや南側の、南西側にカーブした先にあった。
1927年に国道線が開通。この時点では車両は甲子園駅の連絡線を使って本線から入線していた。続く国道線直営化を受けて、1928年6月に上甲子園まで延長、国道線と連絡した。続く1930年、浜甲子園からさらに海岸部の中津浜までを専用軌道で延長した。この区間は未成となった今津出屋敷線の先行開業区間であったが太平洋戦争末期に休止となり、戦後も復活することなく甲子園線全線廃止の前に先立って廃止された。
当初は阪神本線の、後に国道線の支線としての役割を担ったほか、浜甲子園にあった甲子園娯楽場（のち浜甲子園阪神パーク）や鳴尾競馬場などへのアクセス路線としての役割も担った。戦後はそれらの跡地に日本住宅公団（現在のUR）により浜甲子園団地が開発されたことで「団地を走る軌道」との個性を見せていた。廃止直前の昭和40年代後半には、国道線の西半分の運転間隔は48分間隔と、もはや大都市近郊の鉄道としては末期症状の様相を呈していたが、甲子園線だけは日中12分間隔で運転されるなど乗客数も比較的多く、団地住民の足としての役割を果たしていた。
しかし、国道線の廃止により浜田車庫への出入庫ができなくなるために廃線の方針が出された。当然ながら、住民からの廃止反対の声が上がったものの、結局は1975年（昭和50年）5月の国道線全廃と共に廃線となった。国道線との直通は、海水浴シーズンにわずかに行われたのみで普段は無く、基本は上甲子園以南の折り返し運転だった。
廃線後に架線柱の撤去が進み、甲子園駅東改札口の横の物が最後の1本となっていたが、駅改良工事のため2015年3月に撤去された。甲子園球場周辺の歩道には、架線柱の基礎部分のみ数ヶ所残っている。
廃線後、浜甲子園駅については立入禁止とされながらも、1980年代前半まで架線が撤去された程度で、駅舎、プラットホーム、線路がそのまま残されていた。駅跡は現在、阪神園芸の事務所が建設されている。また駅跡周辺の用地（中津浜まで営業していたときの営業線及び駅跡ならびに浜甲子園阪神パーク跡地の一部）は観光バス用臨時駐車場の一部となっており、基本的に甲子園球場でのイベント（プロ野球、高校野球）開催日のみ開放されている。特に春夏の高校野球開催期間中は、各出場校の応援バスが現地にて多数待機している姿が見られる。同駅の線路跡部分については暫く立入禁止とされ、線路跡も薄っすらと確認できたものの、現在はアスファルトで埋められており、駐車場使用時に通路として開放されることがある。そして、廃線跡の道路である甲子園筋と国道43号は立体交差（国道の本線が上をまたぐ）となっており、国道の高架橋には架線を吊るすための金具が残されている。
また、戦中に休止された中津浜延伸部分も、西宮市と阪神電鉄との間で整備費用負担割合の相違があったため先送りされ続け、本線廃止後の1980年代に入ってもアスファルト舗装されない未舗装の道路として残っており、1990年初頭に舗装工事が完了した際に新聞記事になるほどであった。

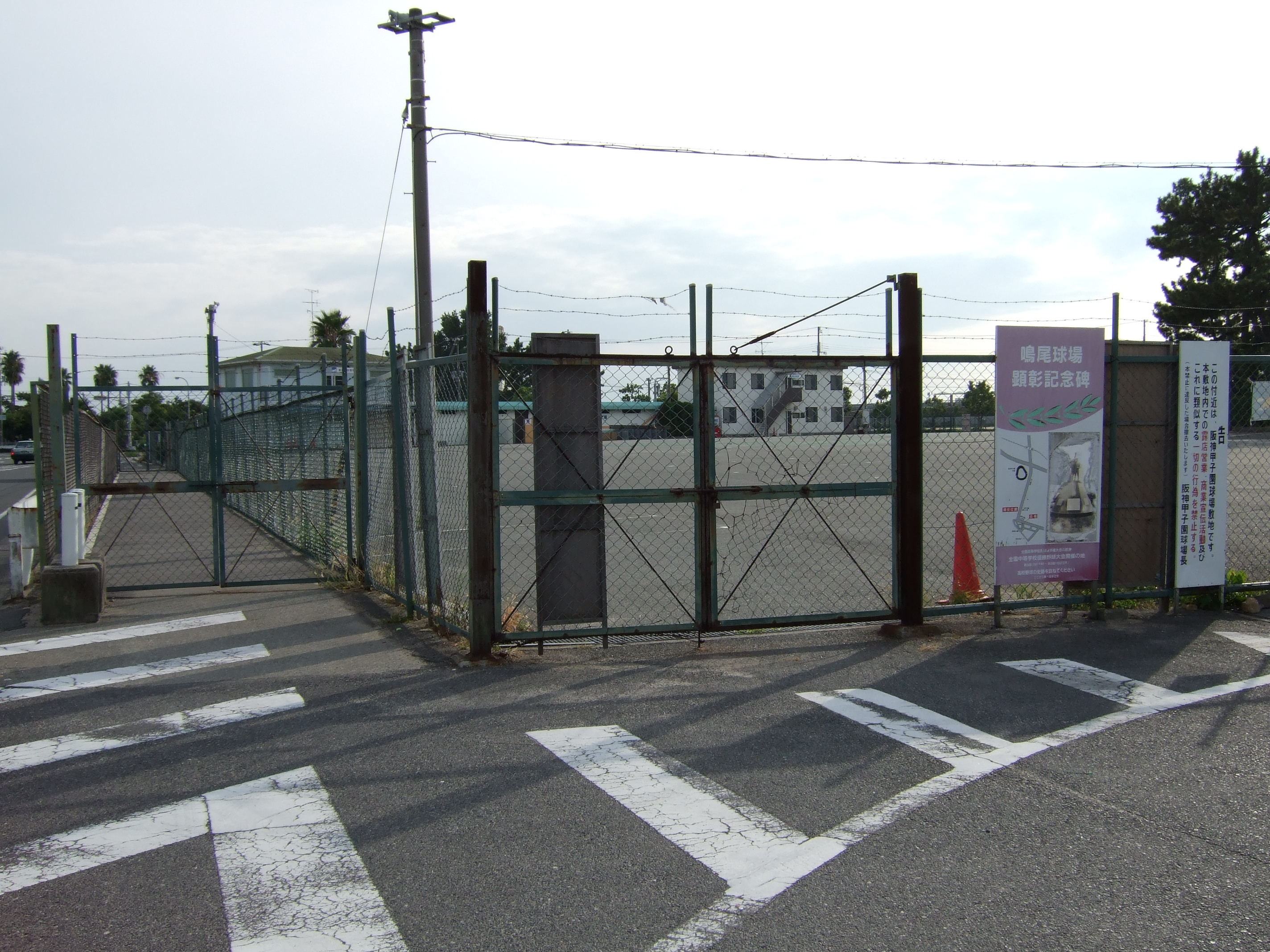
浜甲子園駅跡（浜手に向かって撮影）。現在は臨時駐車場。左端ガードレール横の門扉の部分が線路跡。
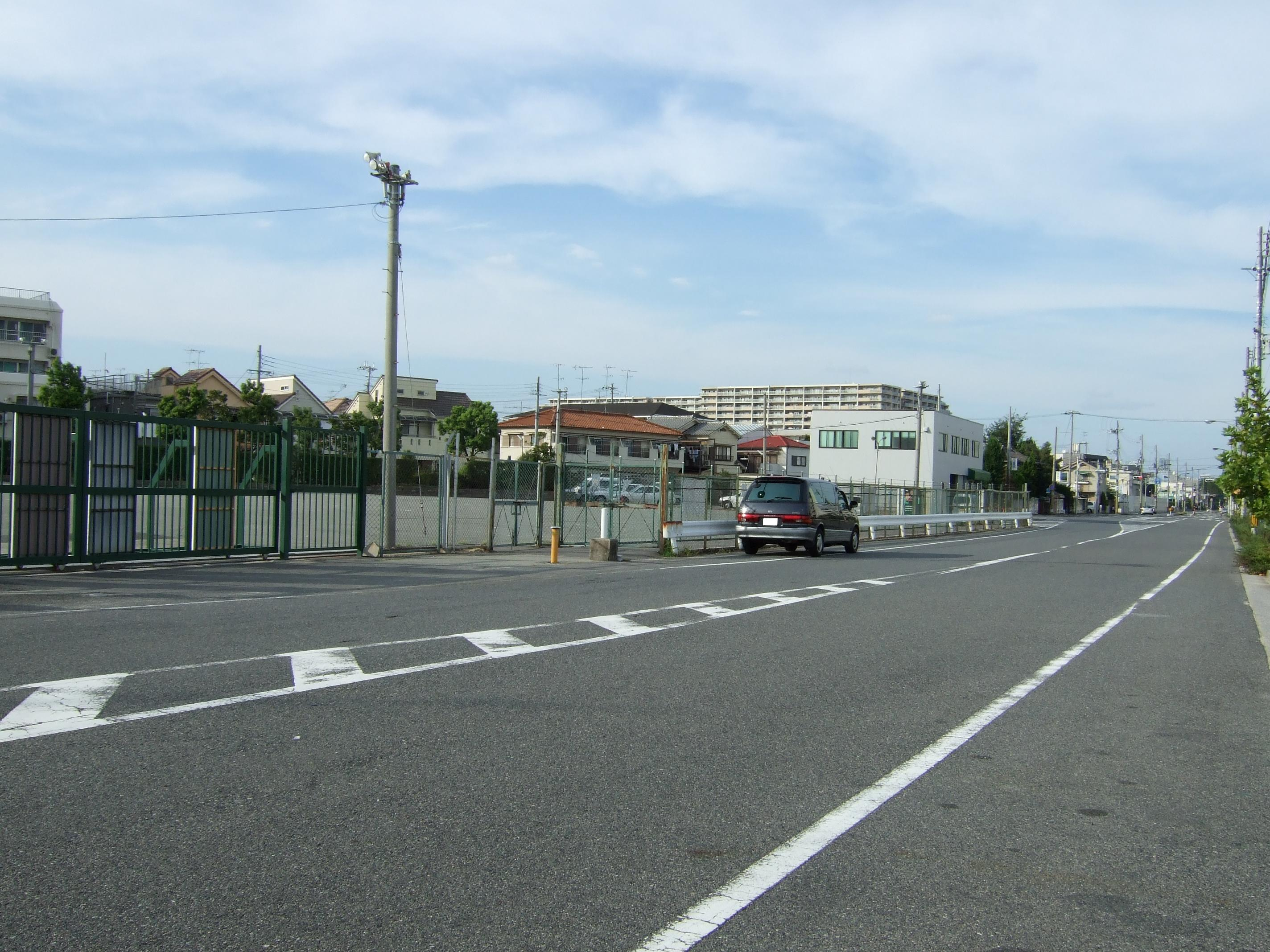
浜甲子園駅跡（山手に向かって撮影）。北側の白い建物は阪神園芸のビル。
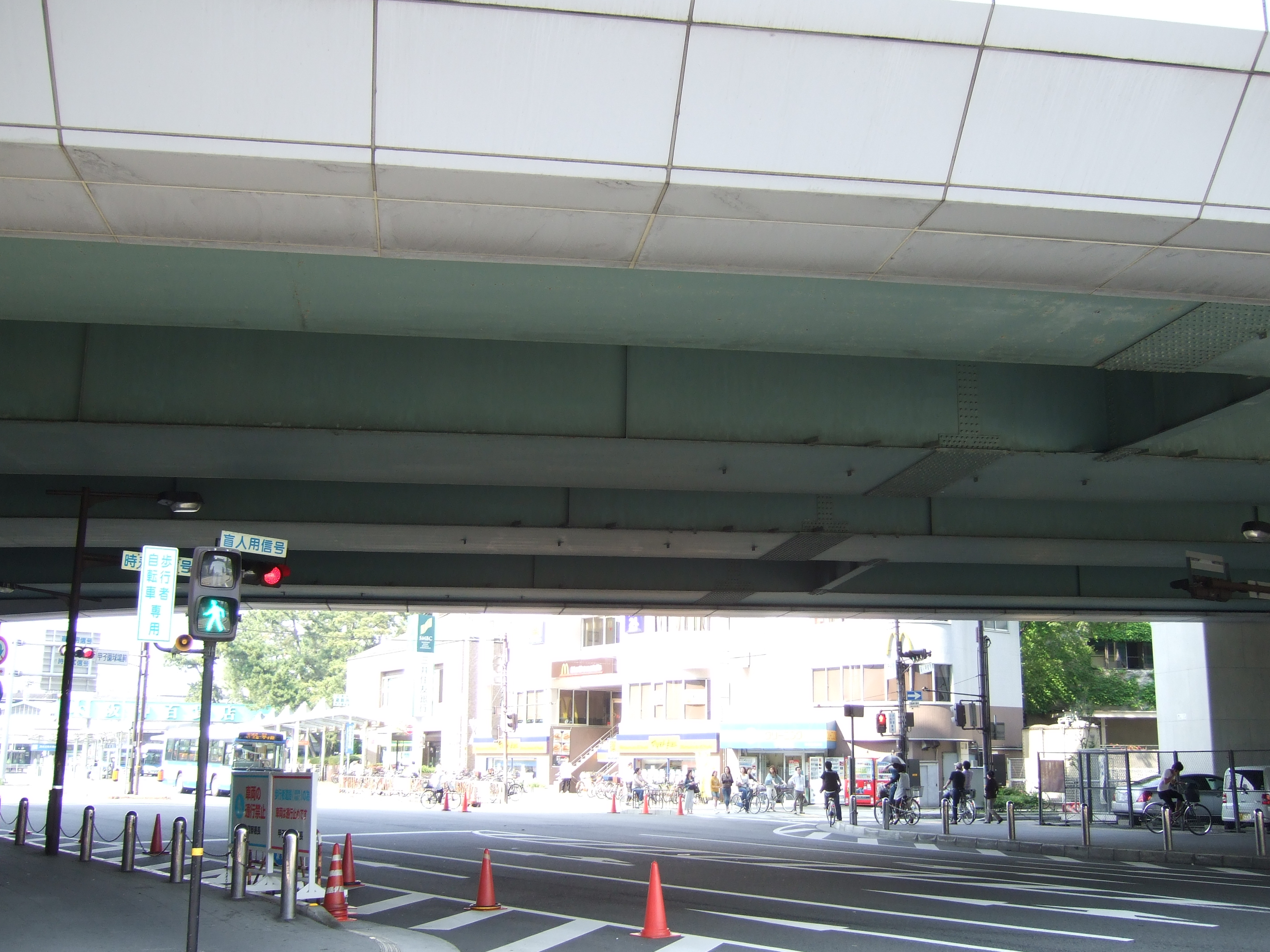
国道43号の甲子園交差点（南西側より北東側に向いて撮影）。国道43号の高架橋には架線を吊るすための金具の跡がある。

### 路線データ
- 路線距離（営業キロ）：
  - 国道線：野田 - 東神戸間 26.0km
  - 甲子園線：上甲子園 - 浜甲子園間 3.0km、浜甲子園 - 中津浜間 0.8km
- 軌間：1435mm
- 駅数：（起終点駅含む）
  - 国道線：46駅
  - 甲子園線：11駅
- 複線区間：
  - 国道線：全線複線
  - 甲子園線：全線複線
- 電化区間：全線電化（直流600V）

### 特徴
国道線は、一本の軌道路線としては日本最長の路線だった。野田 - 東神戸間で約2時間を要するため、通しで乗る人はまず居らず、阪神本線の補完的路線であった。ただし、国道2号が国鉄（東海道本線）寄りを走っていたためか、両端部の野田、西灘と甲子園線甲子園を除いて本線との連絡は良くなかった。
国道線東端の野田では北大阪線と接続していたが、直通運転は設定されていなかった。大阪市電とは阪神本線を隔てており、繋がっていなかった。
一方、脇浜町（現在の阪神バス・敏馬停留所附近、阪神本線岩屋駅南側）にあった国道線西端の東神戸では、1935年に延長してきた神戸市電の東部国道線と連絡しており（神戸市電の電停名は脇浜町）、レールもつながっていたが、直通は花電車など、記念列車的なものに限られていた。なお、ここが阪神国道線の西端となりかつ神戸市電と線路がつながっていたのは、1927年の開業当時はここが神戸市の境だったことが関係している。ここより東側が神戸市に編入されたのは2年後の1929年で、その後に神戸市電と接続したことになるが、その後も、神戸市電の阪神国道線への乗り入れおよび阪神国道線電車の神戸市中心部への乗り入れは、定期列車に関しては特に行われていなかったようである。
プラットホーム設置は野田（乗車ホームのみ）、甲子園、浜甲子園、および路線短縮後の西灘の4駅のみで、それ以外の電停には安全地帯も無く、路上から直接乗降するようになっていた。そのため、停車中は車掌が赤旗を車外に掲出して電車の脇を自動車が通行しないようにしていた。戦前は安全地帯が各停留所にあったが、道路を臨時の滑走路としての使用を考えた軍部の要請により戦時中に撤去されたまま、復活しなかったとされる。

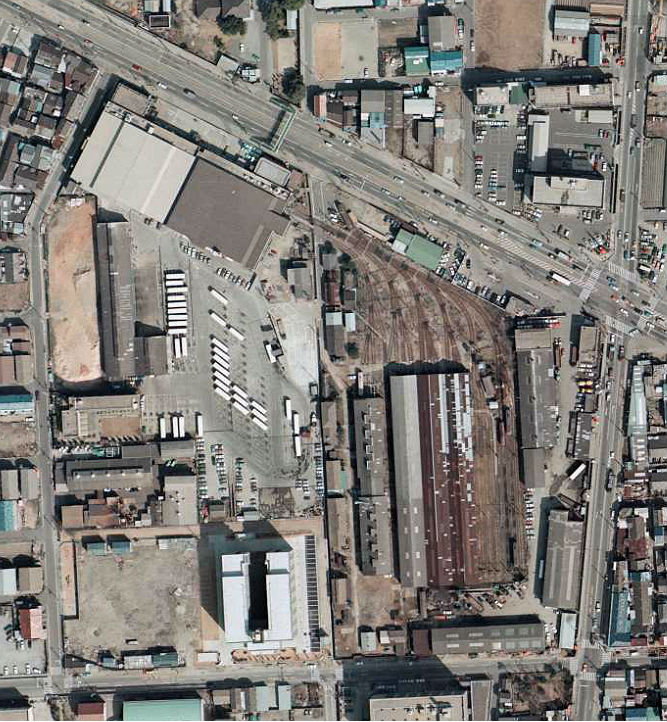
1975年3月当時の浜田車庫　西半分がバス、東半分が電車と分かれていた。東半分へは後に阪神浜田球場が開設された。　国土地理院 地図・空中写真閲覧サービスを基に作成

車庫と工場は浜田にあった。浜田車庫は阪神バス車庫のほか、阪神タイガース二軍用の浜田球場に転用された。また、野田には留置線があり、北大阪線用の車両が留置されていた。ホームや留置線跡はバスターミナルや阪神電鉄本社が入るWISTE（1992年完成）の用地となった。
現在、国道線・甲子園線のルートは、ほぼ阪神バスが引き継いで走っている。系統は大阪ローカル線（野田阪神前 - 阪神杭瀬駅北 - 浜田車庫 - 阪神甲子園、ただし西宮市内の国道を外れた区間の経路が電車とは異なる）、尼崎西宮線（阪神尼崎 - 阪神西宮）、西宮神戸線（阪神西宮 - 三宮 - 神戸税関前）などに分断されている。ただ、大阪ローカル線は1997年のJR東西線開業などの影響で利用客が減少したこともあって運行回数が2000年代以降大きく減便され、2024年1月13日に北大阪線の代替路線とともに野田阪神前 - 阪神杭瀬駅北間は完全に休止となり、2025年現在でも10 - 30分に1便程度のバスが走る杭瀬以西とは明暗が分かれている。バス停留所も多くは国道線の停留所名を引き継いでいたが（北今津や甲南学園前など）、阪神バス分社化や阪急・阪神経営統合の影響などもあり、改名されたものもある（北今津⇒阪神国道駅前）。
1990年代に入って、国道2号線の改修工事及び共同溝設置工事が行われた際、中央分離帯付近のアスファルトを剥がしたその下から、レールが"出現"した。懐かしさから話題となり、新聞にも取り上げられたが、共同溝が設置された区間ではレールが撤去されている。

## 沿革
- 1926年（大正15年）7月1日 甲子園線 甲子園 - 浜甲子園間開業
- 1927年（昭和2年）7月1日 阪神国道電軌 西野田（後に野田） - 神戸東口（後に東神戸）間開業
- 1928年（昭和3年）4月1日 阪神国道電軌を合併、国道線とする
- 1928年（昭和3年）6月25日 甲子園線 上甲子園 - 甲子園間開業
- 1930年（昭和5年）7月9日 甲子園線 浜甲子園 - 中津浜間開業
- 1945年（昭和20年）1月6日 甲子園線 浜甲子園 - 中津浜間休止（再開されず）
- 1969年（昭和44年）12月14日 国道線の西灘 - 東神戸間0.9kmを廃止
- 1973年（昭和48年）9月26日 甲子園線 浜甲子園 - 中津浜間廃止
- 1974年（昭和49年）3月17日 国道線の上甲子園 - 西灘間14.4kmを廃止
- 1975年（昭和50年）5月6日 国道線の残存区間10.7km・甲子園線全区間廃止

## 停留所一覧
*印は、改称を経た駅名。

### 国道線
野田* - 中海老江 - 野里 - 歌島橋 - 御幣島* - 佃 - 左門殿橋 - 北杭瀬 - 東長州 - 大物北口 - 県立尼崎高等学校前* - 尼崎玉江橋 - 東難波 - 難波 - 西難波 - 浜田車庫前 - 東大島 - 西大島 - 武庫大橋 - 上甲子園 - 瓦木 - 津門 - 北今津 - 西宮駅前 - 西宮札場筋 - 西宮戎 - 西宮西口* - 森具 - 山打出 - 芦屋駅前 - 芦屋川 - 森市場前 - 森 - 小路 - 田中 - 甲南学園前* - 灘高等学校前* - 住吉駅前 - 中御影* - 上石屋 - 徳井 - 八幡 - 六甲口 - 大石川 - 西灘 - 東神戸*

### 甲子園線
上甲子園 - 甲子園三番町 - 甲子園五番町* - 甲子園 - 甲子園八番町 - 阪神パーク前* - 競輪場前 - 甲子園九番町 - 浜甲子園 - 高砂 - 中津浜

## 車両
- 1形 (併用軌道線)
- 31形
- 51形・61形
- 71形
- 91形
- 121形（アミ電）
- 201形

塗色は、ベージュと小豆色の2色塗りであった。車両では、側面窓がボディーの半分以上に及ぶ姿から「金魚鉢」と親しまれた71形・91形・201形の3形式が有名。車両の特徴として、車体に乗降用ステップの切り欠きがなく、ドアと連動した折畳式のステップ（ホールディング・ステップ、ホールデン・ステップとも。現在では福井鉄道の200形などに例がある）を採用していたこと、トロリーポールから置き換えられた集電装置がYゲルと呼ばれる独特な形状のビューゲルであったことなどがあげられる。

### 保存車両
71形のうち71号と74号が、尼崎市内の公園にて静態保存され公開されている。車内は集会場や物置となり、周囲には金網があるものの、簡単ながら屋根もかけられており、保存状態は比較的良い。塗装の塗り直しなども、時折行われている。ただし現在の塗装は、現役時代のものより薄い色合いとなっている。
- 71形 71号 水明公園（尼崎市水明町）
- 71形 74号 蓬川公園（尼崎市崇徳院3丁目）

このほか、79号が伊丹市の園芸店にて保存されていたが、2005年に店舗が移転したため手つかずとなり劣化が激しくなったことから、有志によって滋賀県内の民間企業の敷地内に移設され、修繕・再塗装の上で静態保存されている（但し企業名、所在地は非公開）。
また、かつては甲子園阪神パークにも、1形27号（表記は「1」となっていた）と200形215号が保存されていたが、いずれもパークの閉鎖より前（1991年頃）に撤去されている。